# Elecciones presidenciales de Estados Unidos de 1876
Las elecciones presidenciales de 1876, celebradas durante el período conocido como la Reconstrucción y 11 años después del final de la guerra civil estadounidense fueron de las más disputadas e intensas en la historia electoral de los Estados Unidos de América, no solo por el conteo de votos, sino por sus consecuencias que se sintieron hasta bien entrando el siglo XX. Los candidatos Samuel J. Tilden, gobernador de Nueva York, derrotó al candidato republicano, Rutherford B. Hayes, gobernador de Ohio, en el voto popular. Así, Tilden recibiría 184 votos electorales contra 185 de Hayes. Pero quien se quedó con la presidencia fue Hayes, cuatro meses después de la votación y tras alcanzar un acuerdo con sus rivales que marcaría el destino del sur del país durante varios años.
Después de que el presidente Ulysses S. Grant se negara a buscar un tercer mandato a pesar de que anteriormente se esperaba que lo hiciera, el congresista James G. Blaine emergió como el favorito para la nominación republicana. Sin embargo, Blaine no pudo obtener la mayoría en la Convención Nacional Republicana de 1876, por lo que decidió que el gobernador Hayes de Ohio era un candidato de compromiso. La Convención Nacional Demócrata de 1876 nominó al gobernador Tilden de Nueva York en la segunda votación.
Los resultados de las elecciones siguen estando entre los más controvertidos de la historia. Aunque no se discute que Tilden superó a Hayes en el voto popular, después de un primer recuento de votos, Tilden había ganado 184 votos electorales frente a los 185 de Hayes, con 20 votos de cuatro estados en duda: Florida (4), Luisiana (8) y Carolina del Sur (7), cada partido informó que su candidato había ganado el estado, mientras que en Oregón, un elector fue reemplazado luego de ser declarado ilegal por ser un "funcionario electoral o designado".
Se llegó a un acuerdo informal para resolver la disputa: El Compromiso de 1877, que otorgó los 20 votos electorales a Hayes; a cambio de la aquiescencia de los demócratas a la elección de Hayes, los republicanos acordaron retirar las tropas federales del sur (Florida, Luisiana y Carolina del Sur), poniendo fin a la Reconstrucción. El efecto, del Compromiso fue la cesión del poder en los estados sureños a los Demócratas segregacionistas, quienes procedieron a privar de sus derechos a los votantes negros a partir de entonces, con la aprobación de las leyes de Jim Crow. 
La elección de 1876 es la segunda de las cinco elecciones presidenciales en las que la persona que ganó en número de votos populares no ganó la elección, pero la única elección en la que el ganador del voto popular recibió la mayoría (en lugar de la pluralidad) del voto popular. Hasta la fecha, sigue siendo la elección que registró la victoria electoral más pequeña (185-184) y la elección que produjo la mayor participación de votantes de la población en edad de votar en la historia de Estados Unidos, con un 81,8%. A pesar de no convertirse en presidente, Tilden fue el primer candidato presidencial demócrata desde James Buchanan en 1856 en ganar el voto popular y el primero desde Franklin Pierce en 1852 en hacerlo por mayoría absoluta (de hecho, Tilden recibió un porcentaje ligeramente más alto que Pierce en 1852, a pesar de que Pierce ganó de manera aplastante).